# Football Club de Montlouis
Maillots
Actualités
Dernière mise à jour : 14 août 2025.
Le Football Club de Montlouis-sur-Loire, abrégé en FC Montlouis, est un club de football français fondé en 1925 sous le nom d’Alerte sportive de Montlouis et situé à Montlouis-sur-Loire en Indre-et-Loire. Le club évolue en National 3 depuis la saison 2018-2019.

## Histoire

### AS Monlouis
L'« Alerte Sportive de Montlouis » est fondé en 1925 à Montlouis-sur-Loire, dans l'Indre-et-Loire.
Dans les années 2000, l'AS Montlouis évolue en Promotion de Ligue (Régional 3), de la Ligue du Centre.
Au fin des années, le club s'installe durablement au niveau régional avec une montée en Promotion d'Honneur puis en Division d'Honneur Régionale (Régional 2) au début des années 2010.

### Assenions rapides au niveau national
Lors de la saison 2016-2017, l'AS Montlouis finit première de sa poule et monte en Régional 1. Le club promu termine premier de sa poule et accède directement et pour la première fois en National 3. 
L'AS Montlouis réussit à se maintenir en N3 en terminant à la septième place.
En 2020, le club, qui évolue toujours en National 3, quitte le giron de l'AS Montlouis, club devenu omnisports, et est rebaptisé Football Club Montlouis.
Lors de la saison 2021-2022, le FCM termine cinquième du championnat, soit la meilleure performance du club à cet échelon. 
Zakaria Tahri arrive à l'été 2022 comme entraîneur. L'équipe termine de nouveau cinquième mais bat le record de points du club National 3.
En 2023-2024, le FC Montlouis termine deuxième, un seul point derrière le premier.
Avant la dernière journée de N3 2024-2025, Montlouis est deuxième au classement, à égalité de points avec le leader C’ Chartres Football. Ce dernier s’incline à domicile et laisse le FC Montlouis, victorieux de son côté, accéder en National 2,. Cette situation voit un soupçon de corruption être écarté faute de preuves,.

## Image et identité

### Couleurs et maillots
Les couleurs de l'AS Montlouis puis du FC Montlouis sont depuis la création du club, le jaune et le noir.
Généralement, le club arbore un maillot jaune, un short noir et des bas noirs.

### Logo

Logo du club jusqu'en 2018
Logo entre 2018 et 2020
Logo actuel depuis 2020

## Résultats sportifs

### Palmarès
Titres et trophées :
- National 3
  - Champion de groupe : 2025
- Régional 1 - Ligue Centre-Val de Loire
  - Champion : 2018

### Bilan par saison
| Saison    | Championnat         | Championnat | Coupe de France |
| Saison    | Division            | Place       | Coupe de France |
| --------- | ------------------- | ----------- | --------------- |
| 2010-2011 | PL Centre           | 7e/12       |                 |
| 2011-2012 | PL Centre           | 1er/12      |                 |
| 2012-2013 | PH Centre           | 2e/12       |                 |
| 2013-2014 | DHR Centre          | 7e/12       |                 |
| 2014-2015 | DHR Centre          | 2e/12       |                 |
| 2015-2016 | DH Centre           | 11e/12      |                 |
| 2016-2017 | DHR Centre          | 1er/12      |                 |
| 2017-2018 | Régional 1 CVL      | 1er/12      |                 |
| 2018-2019 | National 3 grp. CVL | 7e/14       |                 |
| 2019-2020 | National 3 grp. CVL | 8e/14       |                 |
| 2020-2021 | National 3 grp. CVL | Covid       | 5e tour         |
| 2021-2022 | National 3 grp. CVL | 5e/14       |                 |
| 2022-2023 | National 3 grp. CVL | 5e/14       |                 |
| 2023-2024 | National 3 grp. C   | 2e/14       | 7e tour         |
| 2024-2025 | National 3 grp. F   | 1er/14      |                 |
| 2025-2026 | National 2          |             |                 |

## Personnalités
Zakaria Tahri arrive à l'été 2022 comme entraîneur. À seulement 28 ans, il décide de prendre sa retraite de joueur de bon niveau pour se consacrer à l'entraînement. Après avoir débuté à six ans à l'AS Monlouis, Zakaria Tahri est formé au Tours FC, auprès notamment de Bernard Blaquart et Alexandre Dujeux, puis connaît une carrière en amateur à Blois, Fréjus Saint-Raphaël, l’AOCC, un retour à Montlouis (et une sélection pour la Coupe UEFA des régions) puis Saint-Cyr-Loire. En parallèle, il débute rapidement sa carrière d'éducateur, à Montlouis puis Saint-Cyr-sur-Loire. Il déclare : « quand l’opportunité est venue à moi de prendre une équipe première en National 3, ça a fini de me décider et j’ai fait le choix de raccrocher les crampons et de me consacrer à fond dans mon métier ». Avec Montlouis, la première année, son équipe bat le record de points du club, la deuxième saison elle manque l’accession d'un point, chose faite l'année suivant et la promotion en N2.
Après la liquidation du Tours FC voisin en 2024 et sa descente en Régional 1, l'ex-international camerounais Jules Goda et s'engage en faveur du FC Montlouis-sur-Loire en National 3.